# کالی فلاناگان
کالی فلاناگان (انگلیسی: Kali Flanagan؛ زادهٔ ۱۹ سپتامبر ۱۹۹۵) بازیکن هاکی روی یخ اهل ایالات متحده آمریکا است.